# Gaius Ateius Capito (trybun)
Gaius Ateius Capito – trybun ludowy z roku 55 p.n.e., przeciwnik konsulów Pompejusza i Krassusa. Próbował udaremnić ich wyprawy wojskowe, np. chciał aresztować Krassusa przed jego wyprawą na Partów i wzywał nań przekleństwa bóstw podziemnych. W czasie wojny domowej skłaniał się ku Cezarowi, ale ten nie darzył go względami.